# المدرسة الوطنية للمهندسين بصفاقس
المدرسة الوطنية للمهندسين بصفاقس هي إحدى المؤسسات العليا التابعة لجامعة صفاقس، وقد نشأت في عام 1975 كلية العلوم والتقنية بصفاقس ثم تحولت عام 1983 إلى مدرسة وطنية للمهندسين.

شعار المدرسة الوطنية للمهندسين بصفاقس

## أرقام
طبقا لأرقام السنة الدراسية 2007-2008 يدرس بالمدرسة 2728 من بينهم 1127 طالبة.

## شعبها
توجد بالمدرسة الوطنية للمهندسين بصفاقس ستة شعب للتكوين الهندسي هي:
- الهندسة الكهربائية: أنشطتها مقسمة إلى صنفين أول مختص بالتكوين وآخر بالبحوث العلمية والتكنولوجية في مجال الهندسة الكهربائية؛
- الهندسة الإلكتروميكانيكية: وتدوم الدراسة فيها ثلاث سنوات؛
- هندسة المواد: ويتم التكوين فيها اعتمادا على الفخار والبلور، وتطور القوالب، والمعادن واستخراجها؛
- الهندسة البيولوجية: هندسة الأنزيمات والجينات، تكنولوجيا التغذية، بيوتكنولوجيا الحيوان والنبات، البيوكيمياء والميكروبيولوجيا؛
- هندسة الموارد الجيولوجية والمحيط: وتدوم الدراسة فيها ثلاث سنوات متتالية؛
- الهندسة الإعلامية: ويرتكز التكوين أساسا على المعارف الإعلامية لمعرفة النظم والآلات والنشاطات المرتبطة بالتصورات والتطبيقات في التكنولوجيات الحديثة.
- الهندسة المدنية: المباني الطرقات و الجسور.

## وصلة خارجية
- موقع المدرسة الوطنية للمهندسين بصفاقس.